# Dimension Zero
Dimension Zero es una banda de melodic death metal proveniente de Gotemburgo, Suecia fundada en 1995 originalmente como proyecto alterno de los guitarristas de In Flames Jesper Strömblad y Glenn Ljungström. Inicialmente se llamaba "Agent Orange" pero cambiaron su nombre al momento de comenzar a grabar sus primeros demos. Actualmente se compone por Jocke Göthberg como vocalista, Jesper Strömblad en la guitarra, Hans Nilsson (ex-Liers in Wait, Diabolique, Crystal Age) en la batería y Daniel Antonsson en la guitarra.

## Historia
La banda lanzó su primer trabajo, un EP llamado Penetrations from the Lost World en 1997 pero poco tiempo después la banda anunció su separación por problemas que tuvieron en ese entonces. Pero más adelante en el año 2000, volvieron a reunirse y lanzaron el álbum Silent Night Fever en el 2002 y en el año 2003, This Is Hell. La banda no acostumbra hacer giras debido a que sus integrantes atienden sus proyectos originales en la mayoría de su tiempo.
Musicalmente, su sonido se describe como death metal sueco de la vieja escuela siendo comparado con At the Gates, Unleashed, y Dismember. Debido a la participación del guitarrista Jesper Strömblad sus álbumes han sido comparados frecuentemente con los primeros trabajos de In Flames. En el 2007 se anunció que el guitarrista Glen Ljüngstrom abandonó Dimension Zero y poco tiempo después lanzaron su cuarto álbum He Who Shall Not Bleed
. Tiempo después, Niclas Andersson de Lord Belial se unió a la banda como bajista de sesión.

## Discografía
- Screams from the Forest (Demo) (1995), Independiente
- Penetrations from the Lost World EP (1997), War Music
- Silent Night Fever (2002), Regain
- This Is Hell (2003)
- He Who Shall Not Bleed (2007), VIC Records/Regain Records

## Tributos
Dimension Zero ha participado en los siguientes tributos:
- Tribute to Mercyful Fate (1997) con la canción "My Demon".
- Sepulchral Feast: A Tribute to Sepultura (1999) con la canción "Troops of Doom".

## Integrantes

### Miembros actuales
- Andy Solveström - Voz (2016-presente)
- Jesper Strömblad − Guitarra y Bajo - (Cyhra, Ceremonial Oath, ex In Flames, ex The Resistance)
- Hans Nilsson − Batería  (Luciferion, Crystal Age, Liers In Wait, Diabolique)

### Miembros pasados
- Fredrik Johansson − Guitarra (no el integrante de Dark Tranquillity) (All Ends)
- Glenn Ljungström − Guitarra (ex In Flames, ex HammerFall)
- Jocke Göthberg − voz - (ex Marduk)
- Daniel Antonsson − Guitarra y Bajo - (Dark Tranquillity, Pathos, ex Soilwork)
- Niclas Andersson - Bajo (músico de sesión) - (Lord Belial, ex Vassago, ex Latex)